# Ruseed
Ruseed — российская научно-производственная компания, работающая в сфере селекции и семеноводства, является крупнейшим российским производителем семян подсолнечника, сои и льна. Занимается также другими культурами: кукуруза, рапс, сахарная свекла. Объединяет селекционно-семеноводческий центр им. А. С. Ермолова и агробиотехнопарк в Республике Адыгее. Компания представлена в 33 регионах России, центральный офис располагается в Краснодаре. Имеет 150 пунктов испытания гибридов в России. Семенами подсолнечника Ruseed засеяно более 1 млн га. посевных площадей.

## История
Компания Ruseed была зарегистрирована 5 марта 2020 года предпринимателем Марком Гехтом и партнерами. В сотрудничестве с федеральным научным центром «Всероссийский научно-исследовательский институт масличных культур имени В. С. Пустовойта» начала выпускать семена подсолнечника. В сентябре 2024 года в Республике Адыгее был открыт селекционно-семеноводческий центр им А. С. Ермолова. В декабре 2024 года рядом с центром было начато строительство агробиотехнопарка, в котором создается вся необходимая инфраструктура для научных разработок в области генетики и селекции: генетическая лаборатория, фитотронный комплекс, опытные участки, производственная линия. Капсулу в основание агробиотехнопарка заложила министр сельского хозяйства России Оксана Лут. Объект создается при поддержке Минсельхоза России.

## Деятельность
Компания Ruseed предоставляет комплекс услуг: семена и последующее агросопровождение. Семена компании адаптированы к различным климатическим зонам, заболеваниям и подходят для выращивания в разных регионах страны. Наиболее крупными регионами присутствия являются Саратовская, Оренбургская, Самарская области и Краснодарский край. Аналитический центр Ruseed занимается мониторингом и прогнозированием ситуации в агропромышленном комплексе, проводит отраслевые исследования. В июне 2024 года Ruseed присоединилась к Федеральной научно-технической программе развития сельского хозяйства до 2030 года. В рамках программы компания разрабатывает два проекта: по созданию гибридов подсолнечника совместно с ВНИИМК им. В. С. Пустовойта и рапса совместно с Московской сельскохозяйственной академии имени К. А. Тимирязева. Первые два гибрида подсолничника — «Плутон» и «Марс» в 2025 году досрочно прошли испытания Госсорткомиссии.
Ruseed сотрудничает с ведущими научными и образовательными учреждениями России: ВНИИМК им В. С. Пустовойта, Всероссийский институт растениеводства имени Н. И. Вавилова, Московская сельскохозяйственная академия имени К. А. Тимирязева, Южно-Уральский государственный аграрный университет, Воронежский государственный аграрный университет, Кубанский государственный аграрный университет, Федеральный научный центр риса и другими. Компания реализует образовательные проекты, для студентов действует программа оплачиваемой стажировки. Кроме того, совместно с ВИР им. Н. И. Вавилова и центром «Сириус» реализуются проекты по работе со школьниками, которые интересуются селекцией и генетикой.

## Собственник и руководство
Управляющий партнер — Марк Гехт. Учредители ООО «Городские Строительные Решения» и ООО «Проинвест».